# Ofrenda a la tormenta
Ofrenda a la tormenta es una película española dirigida por Fernando González Molina y protagonizada por Marta Etura, Leonardo Sbaraglia y Carlos Librado. Fue estrenada el 18 de septiembre de 2020.

## Sinopsis
Pasó un tiempo desde que Amaia se enfrentó a su madre. Y aunque la Guardia Civil y juez dieron el caso por cerrado, Amaia siente que no está fuera de peligro. La muerte súbita de una niña en Elizondo resulta sospechosa y los análisis forenses llevan a Amaia a investigar otras muertes de origen similar que conducirán a la inspectora a la resolución final de los sucesos que han asolado el valle de Baztán.

## Reparto
| Intérprete            | Personaje                     |
| --------------------- | ----------------------------- |
| Marta Etura           | Amaia Salazar                 |
| Leonardo Sbaraglia    | Juez Javier Markina           |
| Nene                  | Jonan Etxaide                 |
| Francesc Orella       | Fermín Montes                 |
| Imanol Arias          | Padre Sarasola                |
| Álvaro Cervantes      | Dr. Berasategui               |
| Itziar Aizpuru        | Tía Engrasi                   |
| Benn Northover        | James                         |
| Marta Larralde        | Yolanda Berrueta              |
| Alicia Sánchez        | Elena Ochoa                   |
| Patricia López Arnaiz | Rosaura Salazar               |
| Eduardo Rosa          | Subinspector Goñi             |
| Ana Wagener           | Fina Hidalgo                  |
| Paco Tous             | Dr. San Martín                |
| Pedro Casablanc       | Comisario General de Pamplona |
| Angel Alkain          | Iriarte                       |
| Elvira Mínguez        | Flora Salazar                 |
| Susi Sánchez          | Rosario                       |
| Colin McFarlane       | Aloisius Dupree               |
| Tomás del Estal       | Testigo Piso Obra             |
| Ainara Gurrutxaga     | Hija Elena Ochoa              |
| Alfredo Villa         | Inspector Clemos              |
| Victoria Mozorova     | Dra. Takchenko                |
| Iñigo de la Iglesia   | Valentin Esparza              |
| Izaskun Mujika        | Sonia                         |
| Virgil-Henry Mathet   | Marcel Tremond                |
| Brigitte Szenczi      | Lisa Tremond                  |
| Claude Millo          | Jean Tremond                  |
| Miguel Munarriz       | Sr. Martínez                  |
| Esther Velasco        | Sra. Martínez                 |
| Elisabeth Bonjour     | Jueza Francesa                |
| Mark Schardan         | Agente Johnson                |
| Patxi Barco           | Padre Jonan                   |
| Lola Markaida         | Madre Jonan                   |
| Carlos Serrano-Clark  | Marc                          |
| Andrea Portella       | Ayudante Dr. San Martín       |
| Guillermo López       | Enterrador Elizondo           |
| Teresa Calo           | Abuela Inés                   |
| Iñigo Elzo            | Policía Foral                 |
| Arantxa Moñux         | Amatxi                        |
| Melissa Greenspan     | Voces Adicionales             |

## Premios
65.ª edición de los Premios Sant Jordi
| Categoría                         | Nominados             | Resultado |
| --------------------------------- | --------------------- | --------- |
| Mejor actriz en película española | Patricia López Arnaiz | Ganadora  |